# Alimathaa
Alimathaa (ou Alimatha) est une petite île inhabitée des Maldives. Il s'agit d'une des nombreuses îles-hôtel, ouverte depuis 1975, actuellement le Alimatha Aquatic Resort.

## Géographie
Alimathaa est située dans le centre des Maldives, au Nors-Est de l'atoll Felidhu, dans la subdivision de Vaavu. 